# Мерзенні посланнячка
«Мерзенні посланнячка» (англ. Wicked Little Letters) — британська чорна детективна комедія 2023 року.

## Сюжет
Події у цьому фільмі відбуваються в невеличкому містечку Західного Сассекса після Першої світової війни. Едіт Свон, дуже набожній жінці, приходять листи, наповнені ненавистю та нецензурною лексикою, що дуже засмучує її та її ніжну матір Вікторію, а також дратує її суворого батька Едварда. Едвард змушує Едіт звернутися за допомогою до місцевої поліції. Вони підозрюють у відправнику сусідку родини, матір-одиначку та ірландську мігрантку Роуз Гудінг. Роуз арештовують. У її винуватості сумнівається лише офіцерка поліції Гледіс Мосс, але її зауваження відкидає її начальник, головний констебль Спедінг, який забороняє їй проводити розслідування. Співчутливі Енн і Мейбл виручають Роуз, внесши за неї заклад. Однак відразу після звільнення Роуз Едвард та інші жителі міста починають отримувати подібні мерзенні листи. Справа набуває розголосу і доходить до Вестмінстеру. Гледіс зважується допомогти Роуз незважаючи на заборону начальника.

## У ролях
| Актор           | Роль                       |
| --------------- | -------------------------- |
| Олівія Колман   | Едіт Свон                  |
| Джессі Баклі    | Роуз Гудінг                |
| Анджана Васан   | Гледіс Мосс                |
| Тімоті Сполл    | Едвард Свон                |
| Джемма Джонс    | Вікторія Свон              |
| Джоанна Скенлан | Енн                        |
| Ейлін Аткінс    | Мейбл                      |
| Лоллі Адефопе   | Кейт                       |
| Малахі Кірбі    | Білл                       |
| Г'ю Скіннер     | констебль Пепервік         |
| Пол Чахіді      | головний констебль Спедінг |
| Аліша Вейр      | Ненсі Гудінг               |

## Критика
Фільм отримав дуже схвальні відгуки. На Rotten Tomatoes фільм отримав оцінку 80% на основі 175 відгуків від критиків і 92% від більш ніж 100 верифікованих глядачів.